# Mitsubishi Ha-102
Mitsubishi Ha-102 – seria japońskich silników lotniczych produkowanych w firmie Mitsubishi w okresie II wojny światowej należących do rodziny silników Mitsubishi Zuisei.
Podobnie jak wszystkie produkowane seryjnie silniki Mitsubishi z tego okresu Ha-102 były 14-cylindrowymi silnikami gwiazdowymi o układzie podwójnej gwiazdy, miały dwa zawory na każdym cylindrze i były chłodzone powietrzem.  Przy 2700 obrotach na minutę moc silnika wynosiła:
- 1080 KM przy starcie (na poziomie morza),
- 1050 KM na wysokości 2800 m,
- 950 KM na wysokości 5800 m[2].

Używane były w samolotach:
- Kawasaki Ki-45 (wersje KAI-b, KAI-c i KAI-d)[2],
- Mitsubishi Ki-46 (wersje II i II KAI)[3],
- Mitsubishi Ki-57 (wersje II i MC-20-II)[4],